# ジーグと古い形式によるバレエの音楽
ジーグと古い形式によるバレエの音楽 （ジーグとふるいけいしきによるばれえのおんがく、フランス語: Gigue et air de ballet dans le style）作品24は、シャルル＝ヴァランタン・アルカンが作曲したピアノ曲。題名は『ジーグとエール・ド・バレエ』と表記される場合もある。

## 概要
1844年に出版され、アルカンの弟で同じく作曲家、ピアニストのナポレオン・アルカン（Napoléon Alkan, 1826年-1910年）に献呈された。アルカンの未出版であった多くの作品が同時期に出版されており、演奏会用練習曲「騎士」op.17や、『サルタレロ』op.23、練習曲「鉄道」op.27なども同じく1844年の出版となっている。
アルカンがバロック音楽への関心を現わした作品の一つである。ピアノの響きや、技巧に関しては限界点を優に超える書法で書かれており、30代のアルカンがいかに技巧への執着があったかが窺える作品群となっている。

## 作品
2つの小曲からなり、急速な「ジーグ」の直後に続けて力強い「バレエ音楽」が弾かれる。
Gigue（Presto）
イ短調、8分の12拍子。この時代にジーグが書かれたのは非常に珍しく、同時代の作曲家の作品の中では稀である。無窮動的な3連符を主とし、ヨハン・ゼバスティアン・バッハの『インヴェンション』を思わせる二声のみの書法で進行する。また、和声の進行はきわめて近代的で、無調に接近する箇所も存在する。主題の半音階的な進行はバッハの『平均律クラヴィーア曲集』第1巻第10番（ホ短調）のフーガからの影響が指摘される。演奏時間は約2分。
Air de ballet（modéré）
ニ短調（ドリア旋法）、2分の2拍子。前半のジーグとは対照的に、冒頭からジャン＝フィリップ・ラモーを模したと考えられる力強く古典的な響きで始まる。A-B（ニ長調）-A-C（イ長調）-Aのロンド形式。ロンド主題が5小節単位のフレーズを持っていることが特徴的である。全体的に和声は単純でテンポはあまり速くなく、オクターヴや分厚い和音が多用されており、薄いテクスチュアのジーグとは対照的である。
高速なオクターヴの連打や移動、分厚い和音での大きな跳躍など演奏困難なパッセージが多々含まれており、演奏にはかなりの体力を必要とする。特に終盤の2ページに及ぶ左手のオクターヴの高速移動は、演奏効果は絶大ながら極めて体力を使う部分でもある。演奏時間は約4分半。

## 演奏
2曲を通して演奏している録音は、少なくとも現在知られている時点では金澤攝のアルカン選集vo.1（現在廃盤）での録音のみである。ジーグのみの録音ではロナルド・スミスやベルナール・リンガイセンの録音がある。